# Hertha Ulferts
Hertha Ulferts ist eine deutsche Juristin, Rechtsanwältin und ehemalige Richterin.

## Beruflicher Werdegang
Nach dem Studium der Rechtswissenschaft und dem Rechtsreferendariat war Hertha Ulferts in einer Anwaltskanzlei in Hamburg tätig.
In den 1990er und 2000er Jahren war sie für zwei sechsjährige Wahlperioden stellvertretendes Mitglied des Hamburgischen Verfassungsgerichts.
2016 schied sie aus der Hanseatischen Rechtsanwaltskammer Hamburg aus.

## Ämter und Mitgliedschaften
- Mitglied der SPD[5]